# Matthew Stevens (gitarist)
Matthew Stevens (Toronto, 8 januari 1982) is een Canadese jazzgitarist en -componist.

## Biografie
Stevens speelde al op jonge leeftijd piano en gitaar. Hij studeerde aan de Berklee College of Music waar hij les had van onder andere Joe Lovano, Pat Metheny, Mick Goodrick en Wayne Krantz. Hij werd later actief in de jazzscene van New York, waar hij samenwerkte met Christian Scott (eerste opnames in 2009) , Jacky Terrasson, Ben Williams, Chet Doxas, Harvey Mason en bijvoorbeeld Esperanza Spalding.
In 2014 verscheen zijn debuutalbum Woodwork, opgenomen met een band met daarin onder meer Gerald Clayton en Eric Doob. De plaat kreeg goede recensies. In 2017 volgde Preverbal. In de jazz was Stevens tussen 2009 en 2016 betrokken bij 13 opnamesessies.
Stevens wordt gezien als een groot nieuw talent en verschillende belangrijke bladen hebben lovend over zijn optredens geschreven, zoals Down Beat, NPR, Jazz Times, Billboard  en de New York Times.
Stevens heeft getoerd in Noord-Amerika, Europa, Azië, Zuid-Afrika en Zuid-Amerika. Hij is verbonden aan een faculteit van New School en heeft workshops gegeven, onder andere aan Berklee College of Music.

## Discografie

### Als leider
- Woodwork ( Whirlwind Recordings, 2015, met Gerald Clayton, Vicente Archer, Eric Doob en Paulo Stagnaro.[10]
- Preverbal (Ropeadope Records, 2017)[11]

### Als 'sideman'
| Jaar | Artiest                       | Album                                          | Label                | Genre                            |
| ---- | ----------------------------- | ---------------------------------------------- | -------------------- | -------------------------------- |
| 2006 | Christian Scott               | Rewind That                                    | Concord Music Group  | Jazz, dance, popmuziek, house    |
| 2007 | Christian Scott               | Anthem                                         | Concord Music Group  | Jazz, fusion                     |
| 2008 | Christian Scott               | Christian Scott - Live At Newport              | Concord Music Group  | Jazz                             |
| 2009 | Walter Smith III & Mark Small | Bronze                                         | Fresh Sound Records  | Jazz                             |
| 2010 | Jacky Terrasson               | Push                                           | Concord Music Group  | Jazz                             |
| 2010 | Christian Scott               | Yesterday You Said Tomorrow                    | Concord Music Group  | Jazz                             |
| 2011 | Ben Williams                  | State Of Art                                   | Concord Music Group  | Jazz, hiphop/rap, crossover-jazz |
| 2011 | Sean Jones                    | No Need For Words                              | Mack Avenue Records  |                                  |
| 2012 | ERIMAJ                        | Conflict Of A Man                              | Don't Cry Recordings | Jazz, r&b                        |
| 2012 | Christian Scott               | Christian aTunde Adjuah                        | Concord Music Group  | Jazz                             |
| 2013 | NEXT Collective               | Cover Art                                      | Concord Music Group  | Jazz                             |
| 2013 | Chris Turner                  | Lovelife Is A Challenge                        | Love Child           | R&b/soul                         |
| 2013 | Chet Doxas                    | Dive                                           | Addo Records         | Jazz                             |
| 2013 | Leron Thomas                  | Whatever                                       | eigen beheer         | Jazz                             |
| 2014 | Harvey Mason                  | Chameleon                                      | Concord Music Group  | Jazz, r&b/soul, crossover-jazz   |
| 2014 | Walter Smith III              | Still Casual                                   | eigen beheer         | Jazz                             |
| 2015 | Justin Kauflin                | Dedication                                     | Qwest Records        | Jazz                             |
| 2015 | Michael Oien                  | And Now                                        | Fresh Sound Records  | Jazz                             |
| 2015 | Ben Williams                  | Coming of Age                                  | Concord Jazz         | Jazz                             |
| 2015 | Christian Scott               | Stretch Music (Introducing Elena Pinderhughes) | Ropeadope            | Jazz, wereldmuziek               |
| 2016 | Esperanza Spalding            | Emily's D+Evolution                            | Concord Music Group  | Alternative                      |